# 卡西诺
卡西诺（義大利語：Cassino），是意大利弗罗西诺内省的一个市镇。总面积82.77平方公里，人口33071人，人口密度399.6人/平方公里（2009年）。ISTAT代码为060019。

## 友好城市
- 法國 法莱斯